# Grenier chalot de Saint-Bresson
Le grenier chalot de Saint-Bresson est un édifice situé à Saint-Bresson, en France.

## Localisation
L'édifice est situé sur la commune de Saint-Bresson, dans le département français de la Haute-Saône.

## Historique
L'édifice est inscrit au titre des monuments historiques en 2001.